# Bill Ashenfelter
William Nyman „Bill“ Ashenfelter (* 16. Oktober 1924 in Collegeville, Pennsylvania; † 4. Juni 2010 in West Chester, Pennsylvania) war ein US-amerikanischer Langstreckenläufer und der jüngere Bruder von Horace Ashenfelter. Sie qualifizierten sich beide für die Olympischen Spiele 1952. Bill schied im Vorlauf aus, Horace gewann die Goldmedaille mit Weltrekord im 3000-Meter-Hindernislauf. Er praktizierte ein reines Intervall-Training und trainierte meist mit seinem nur ein Jahr älteren Bruder zusammen an der Pennsylvania State University. Auch Bill wurde amerikanischer Meister der AAU 1954 im Hindernislauf und stellte 1952 mit Reggie Pearman, John Barnes und Mal Whitfield einen Weltrekord in der 4-mal-800-Meter-Staffel mit 7:29,2 min in London auf dem Wege nach Helsinki auf.
Im Zweiten Weltkrieg war er mit dem 33. Field Artillery Battalion in Deutschland. Nach der sportlichen Karriere und einem Examen in Betriebswirtschaftslehre arbeitete er zunächst für die National Gypsum Company, ehe er sich mit der Baufirma Ashenfelter Associates Inc. selbständig machte. Er war Freimaurer und gehörte der Warren Lodge #310 an.
Er gehörte viele Jahre dem Stadtrat von Malvern, Pennsylvania, an.